# 竜門社
竜門社（りゅうもんしゃ）は、渋沢栄一の理念に共鳴した経済人らを会員とし、会員の知識や徳性の向上を目的に活動してきた組織。活動は2003年より渋沢栄一記念財団に名称が変更され引き継がれている（初代理事長は渋沢栄一家当主の渋沢雅英）。

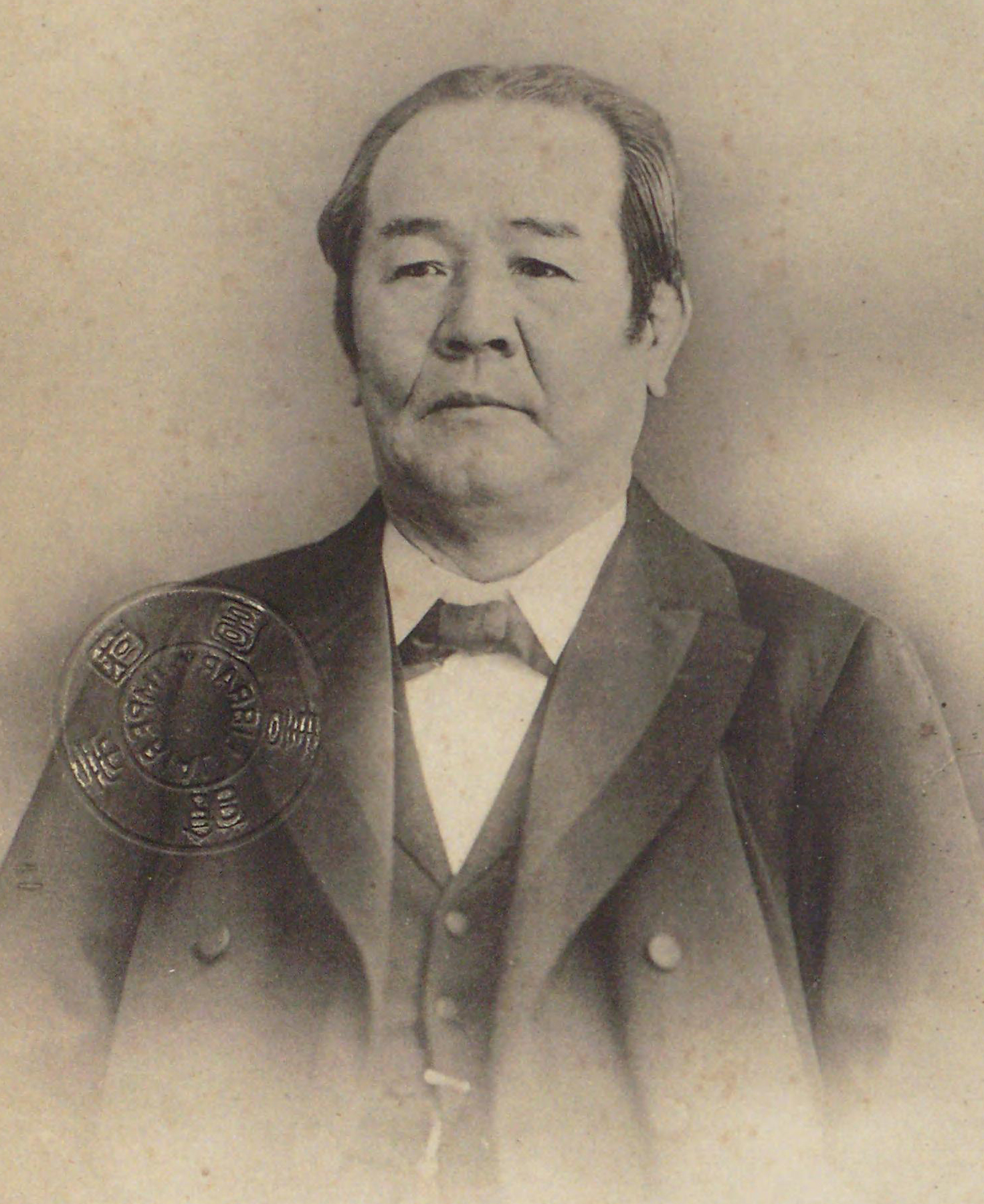
渋沢栄一。

## 概説
当初は渋沢栄一邸に寄宿する青年たちの勉学や成果発表の場として、1886年（明治19年）に組織された。命名者は栄一の旧師にして従兄かつ義兄の尾高惇忠で、鯉が滝を登り成長して龍となるとの中国の故事にちなんだという。渋沢栄一の活躍に伴い、次第に栄一を慕う経済界で活躍する人々が集い、会員数は増加していった。1924年（大正13年）には栄一が唱える道徳経済合一主義の下に、経済人の知識や徳性の向上を目的に掲げる財団法人となり、講演会、談話会を開催し、会誌の発行などを行った。太平洋戦争中の中断を経て、戦後に活動を再開した。
渋沢栄一伝記資料の編纂刊行（1971年（昭和46年））や、史料館開設（1982年（昭和57年））運営などの活動も行った。
2003年（平成15年）、渋沢栄一記念財団に名称、組織変更した。初代理事長は渋沢雅英。

## 沿革
- 1886年（明治19年）、深川福住町の渋沢栄一邸（現 澁澤倉庫本社）にて、次男・篤二と寄宿していた青年たちによって、勉学とその成果を発表する場として「龍門社」が結成される。初代社長は渋沢篤二。指導者は尾高惇忠。機関誌として「龍門雑誌」が刊行される。
- 1900年（明治33年）、栄一還暦祝賀として「青淵先生六十年史」を発刊。
- 1910年（明治43年）、栄一七十寿祝賀会を開催。
- 1916年（大正5年）、栄一喜寿祝賀会を開催。林泰輔編「論語年譜」を記念発刊。
- 1920年（大正9年）、栄一八十寿と子爵への陞爵祝賀会を開催。記念として東京王子飛鳥山（現 北区飛鳥山公園一帯）の渋沢邸曖依村荘（あいいそんそう）内に青淵文庫建設を発表。
- 1924年（大正13年）、「財団法人龍門社」となる。初代理事長阪谷芳郎（栄一娘婿、貴族院議員）。
- 1925年（大正14年）、青淵文庫竣工。設計田辺淳吉、施工清水組（現 清水建設）。
- 1928年（昭和3年）、栄一米寿祝賀会開催。斯文会編訳「国訳論語」を記念発刊。
- 1931年（昭和6年）、栄一死去。
- 1933年（昭和8年）、栄一の遺言により、渋沢本邸の曖依村荘が龍門社に寄贈される。
- 1939年（昭和14年）、曖依村荘内に「日本実業史博物館」建設を計画し地鎮祭挙行（戦局悪化で建設資材集まらず頓挫）。
- 1940年（昭和15年）、明石照男（栄一娘婿、第一銀行頭取、澁澤倉庫会長）理事長就任。
- 1945年（昭和20年）、戦時下、曖依村荘を政府に寄贈。
- 1946年（昭和21年）、「財団法人渋沢青淵翁記念会」を吸収し「渋沢青淵記念財団竜門社」となる。事務所を日本工業倶楽部に設置。
- 1949年（昭和23年）、諸井貫一（秩父セメント社長、渋沢家縁戚）理事長就任。曖依村荘が政府より返還。納税として約3分の2を売却（飛鳥山公園に整備）し、活動の基金とする。「龍門雑誌」を継承する機関誌「青淵」を発刊。
- 1954年（昭和29年）、渋沢栄一伝記資料の編集を開始。植村甲午郎（経団連副会長）理事長就任。
- 1964年（昭和39年）、酒井杏之助（第一銀行会長）理事長就任。
- 1965年（昭和40年）、事務所を曖依村荘に移転。
- 1971年（昭和46年）、渋沢栄一伝記資料 全58巻、別巻10巻が完成。
- 1974年（昭和49年）、西園寺実（第一銀行元副頭取）理事長就任。
- 1982年（昭和57年）、曖依村荘内で戦災を免れた晩香蘆と青淵文庫を施設に、竜門社付属渋沢史料館開館。
- 1984年（昭和59年）、八十島親義（澁澤倉庫会長）理事長就任。
- 1997年（平成9年）、渋沢雅英（栄一の曾孫で、次男・篤二の孫、渋沢家当主）が理事長就任。
- 1998年（平成10年）、渋沢史料館本館を開設。
- 2002年（平成14年）、研究部発足。
- 2003年（平成15年）、財団法人渋沢栄一記念財団に組織と名称を変更。初代理事長は渋沢雅英。